# Grenze zwischen Bosnien und Herzegowina und Montenegro
Die Grenze zwischen Bosnien und Herzegowina und Montenegro trennt das Staatsgebiet von Bosnien und Herzegowina und Montenegro. Sie hat eine Länge von rund 225 Kilometern, auf einer Luftlinie von etwa 140 Kilometern.

## Grenzverlauf
Die gemeinsame Staatsgrenze verläuft von nördlich der Bucht von Kotor grob nordöstlich über den Hochkarst des Dinarischen Gebirges bis in den nördlichsten Sandžak.
An der Adria bei Herceg Novi grenzen Kroatien und Montenegro aneinander, das Dreiländereck befindet sich etwa 8 Kilometer ab von der Küste auf der Bjelotina beim montenegrinischen Ort Sitnica (um 950 m). Von da verläuft sie über den Orjen und die Bijela gora – dort der höchste Grenzgipfel die Jastrebica (1862 m) – in das Tal der Trebišnjica, wo der Stausee Bilećko jezero bei Bileća die Grenze bildet. Dann führt sie über  den Volujak (2336 m) zum Massiv des Maglić (2386 m), des höchsten Berges von Bosnien-Herzegowina, und hinunter in die Schlucht der Piva bei Šćepan Polje (Montenegro) bzw. Hum (Bosnien). Hier liegt am Maglić der bosnisch-herzegowinische Nationalpark Sutjeska mit dem Naturwaldreservat Perućica, eine der landschaftlich naturbelassensten Gegenden des Westbalkan. Sie läuft dann die Tara – die Vereinigung der Piva und Tara in Šćepan Polje ist der Beginn der Drina – in ihrem Canyon ein Stück aufwärts und wechselt über die Ljubišnja (2239 m) in das Tal der oberen Ćeotina. Etwas weiter östlich beim serbischen Ort Kukurovići liegt dann das zweite Dreiländereck.

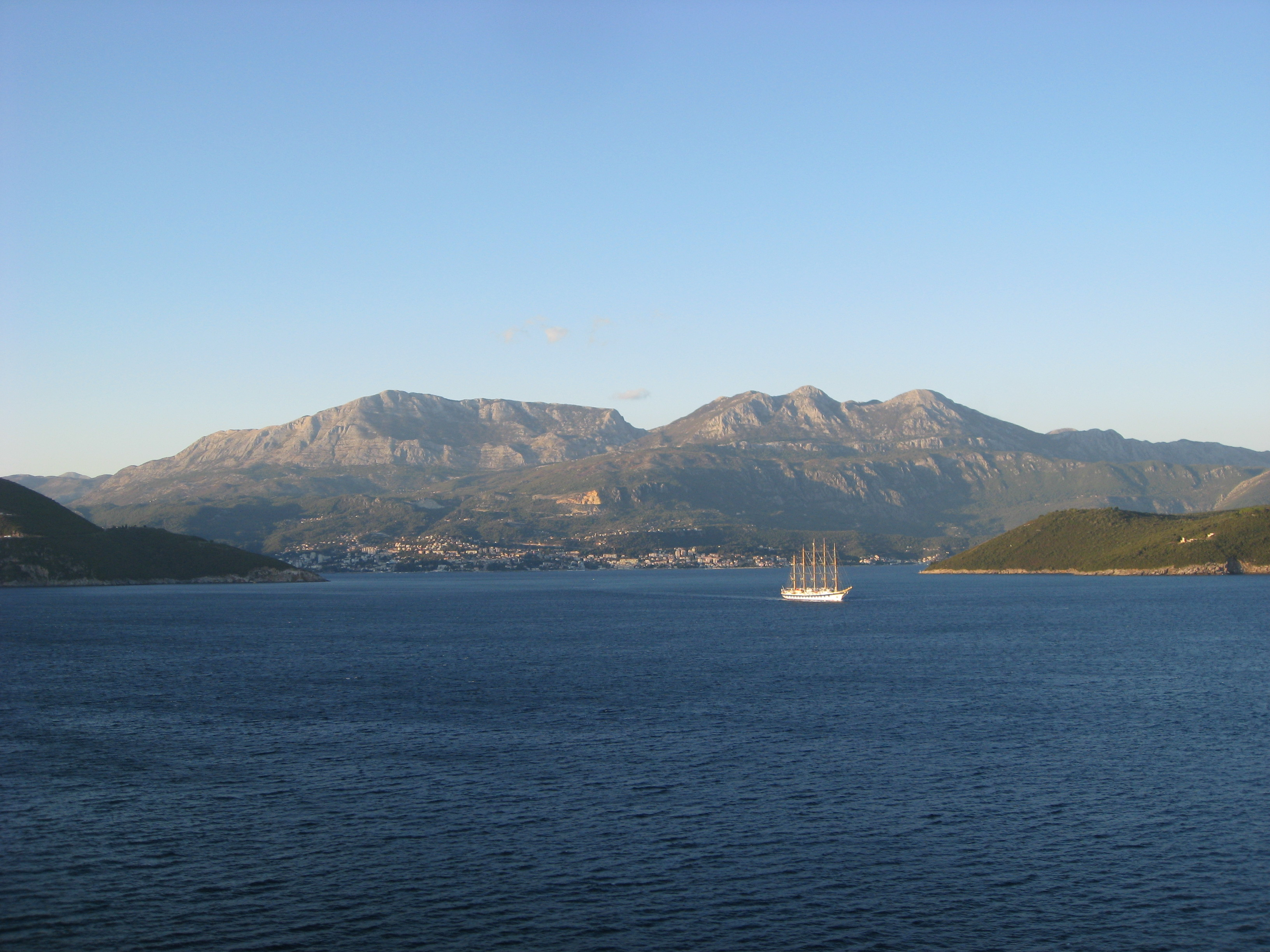
Orjen über Herceg Novi
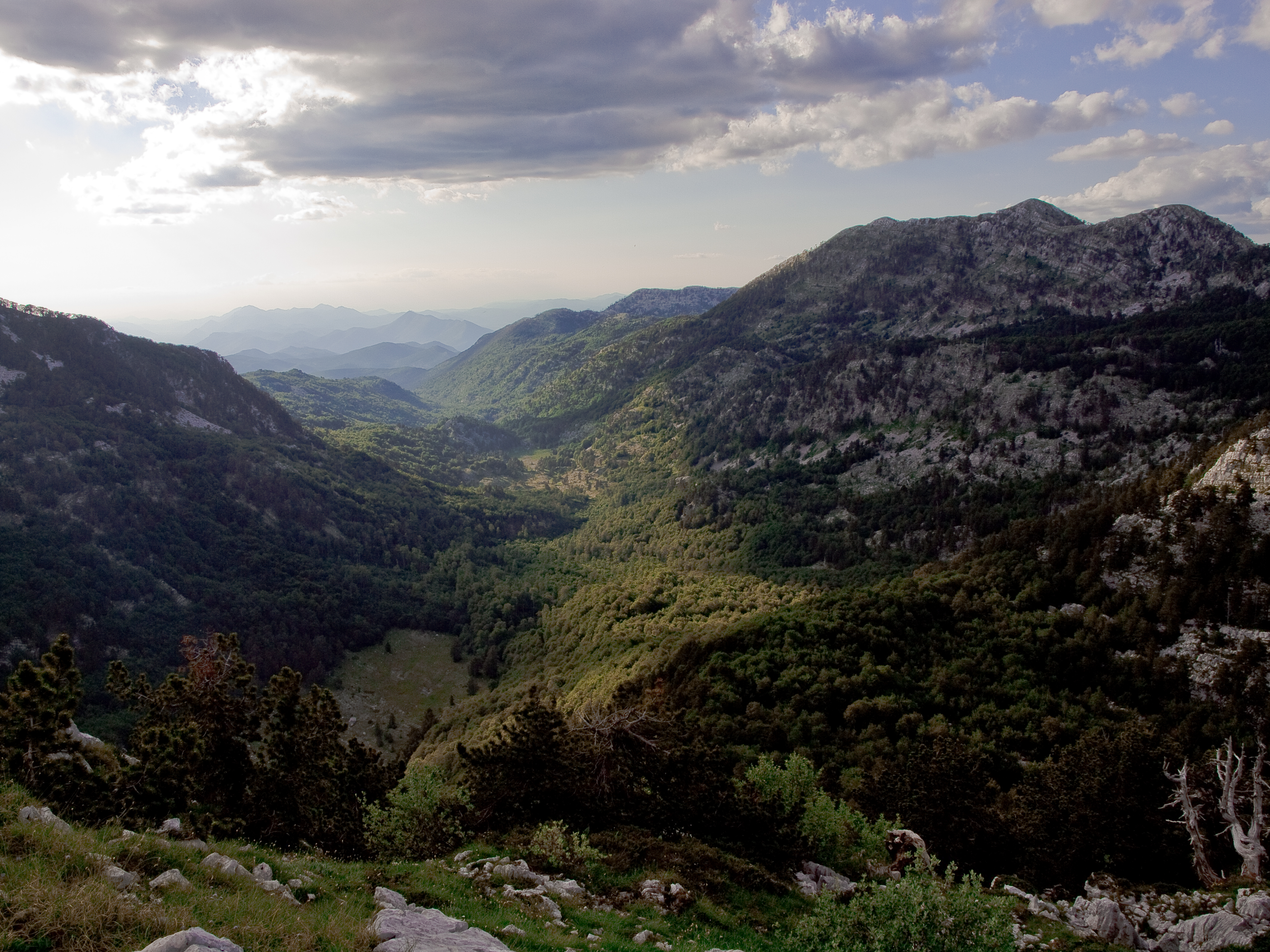
Velika Jastrebica und Pirina poljana
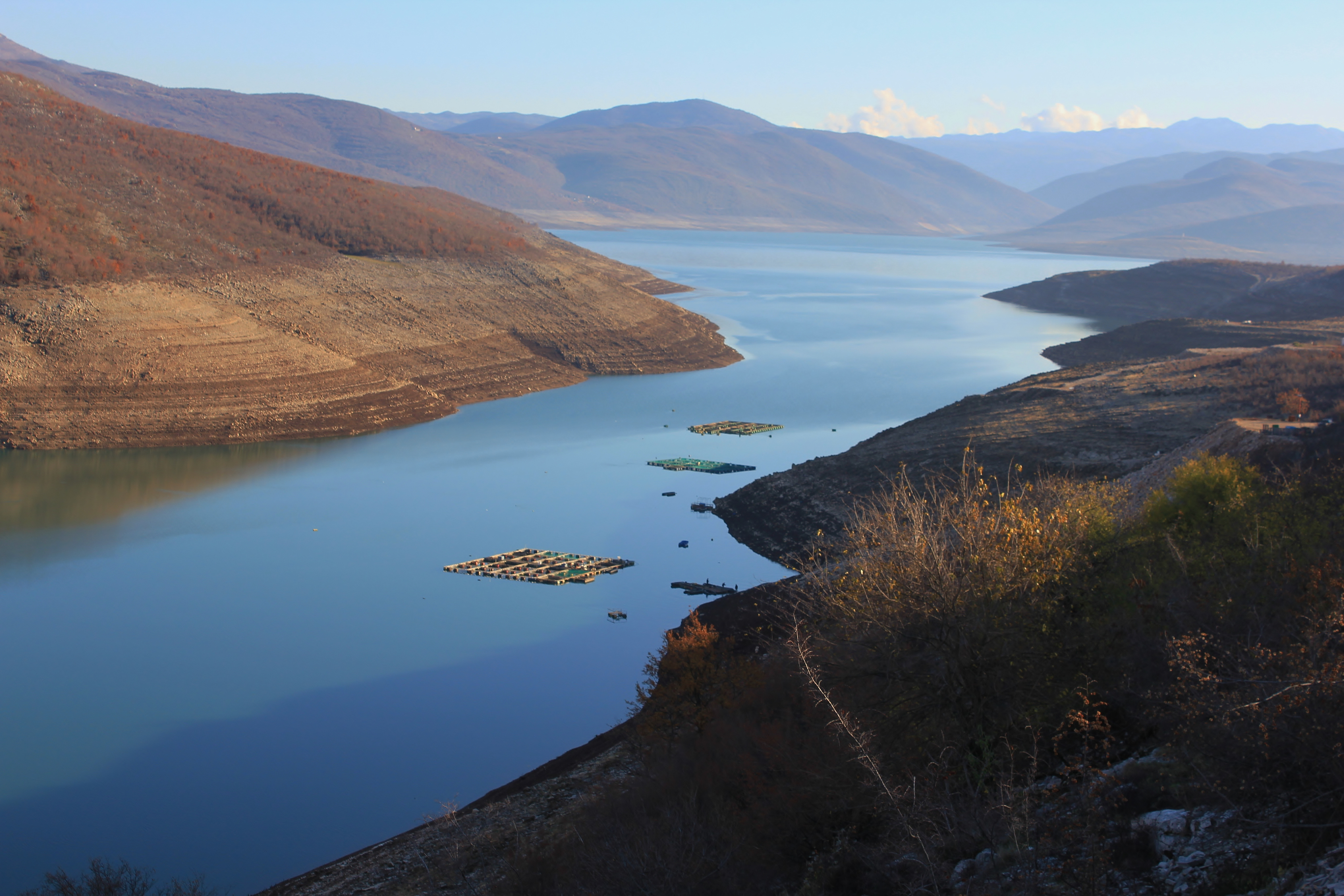
Am Bilećko jezero
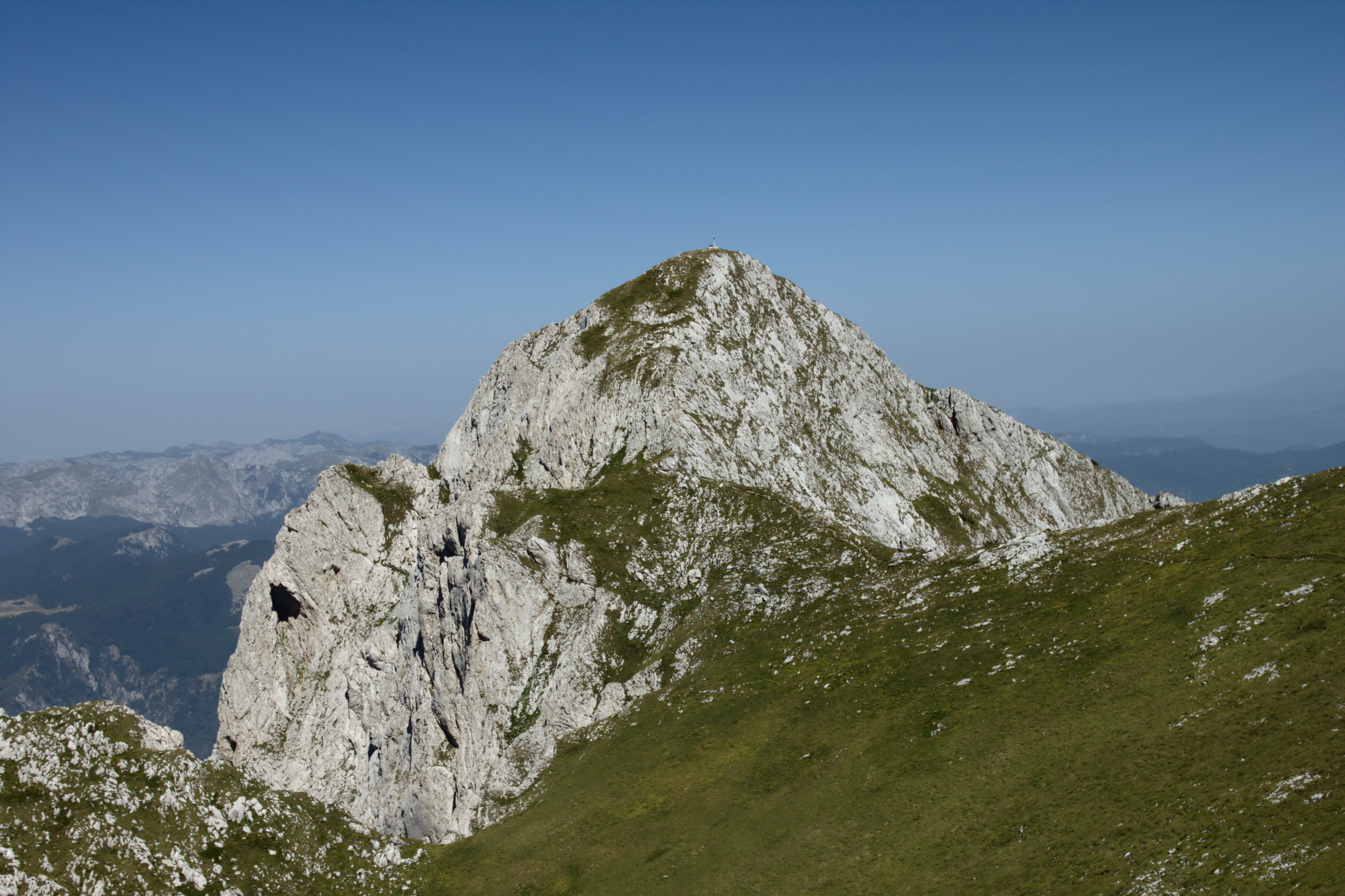
Maglić
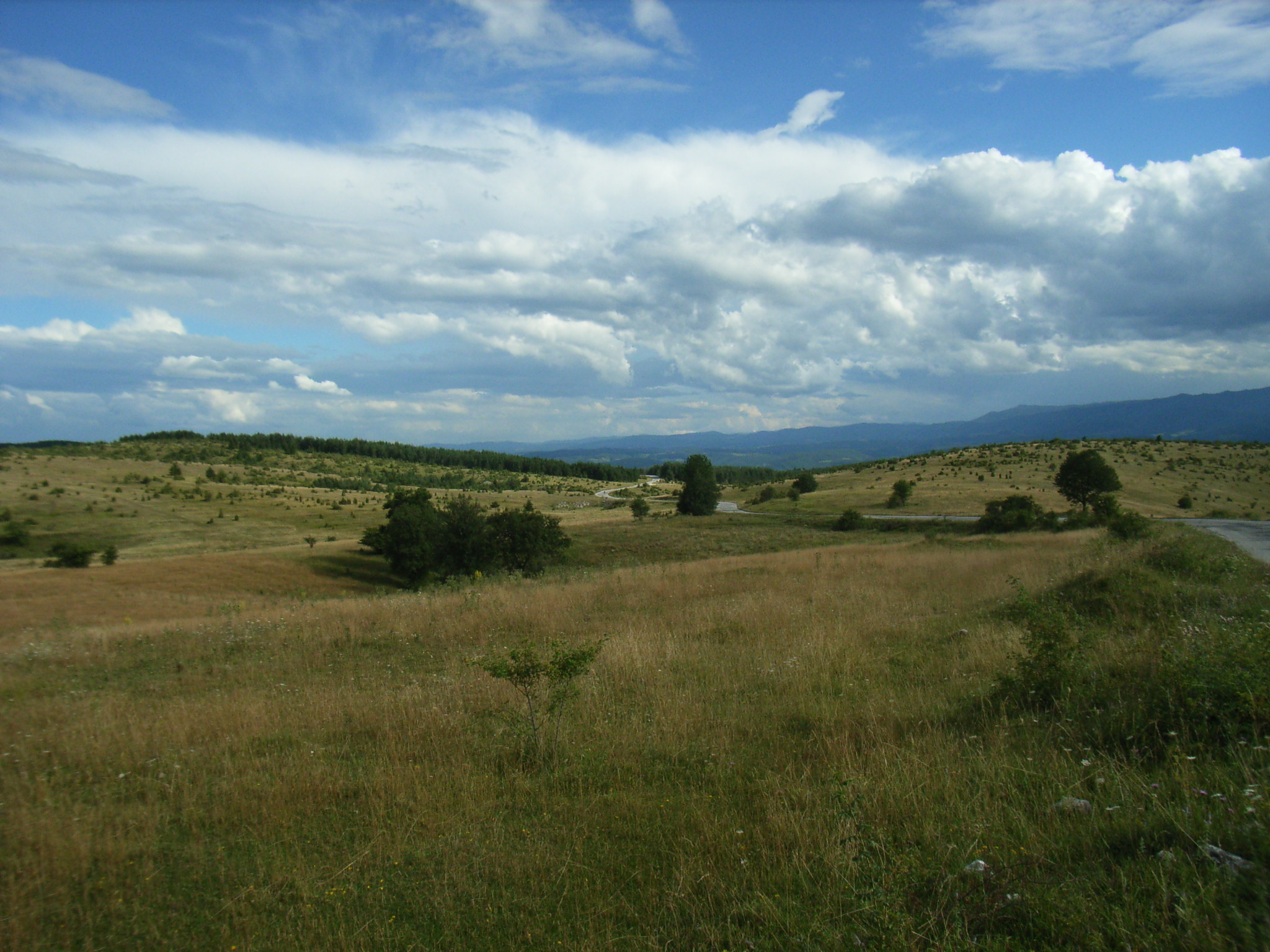
Grenzland bei Pljevlja

## Gemeinden an der Staatsgrenze (von Nord nach Süd)

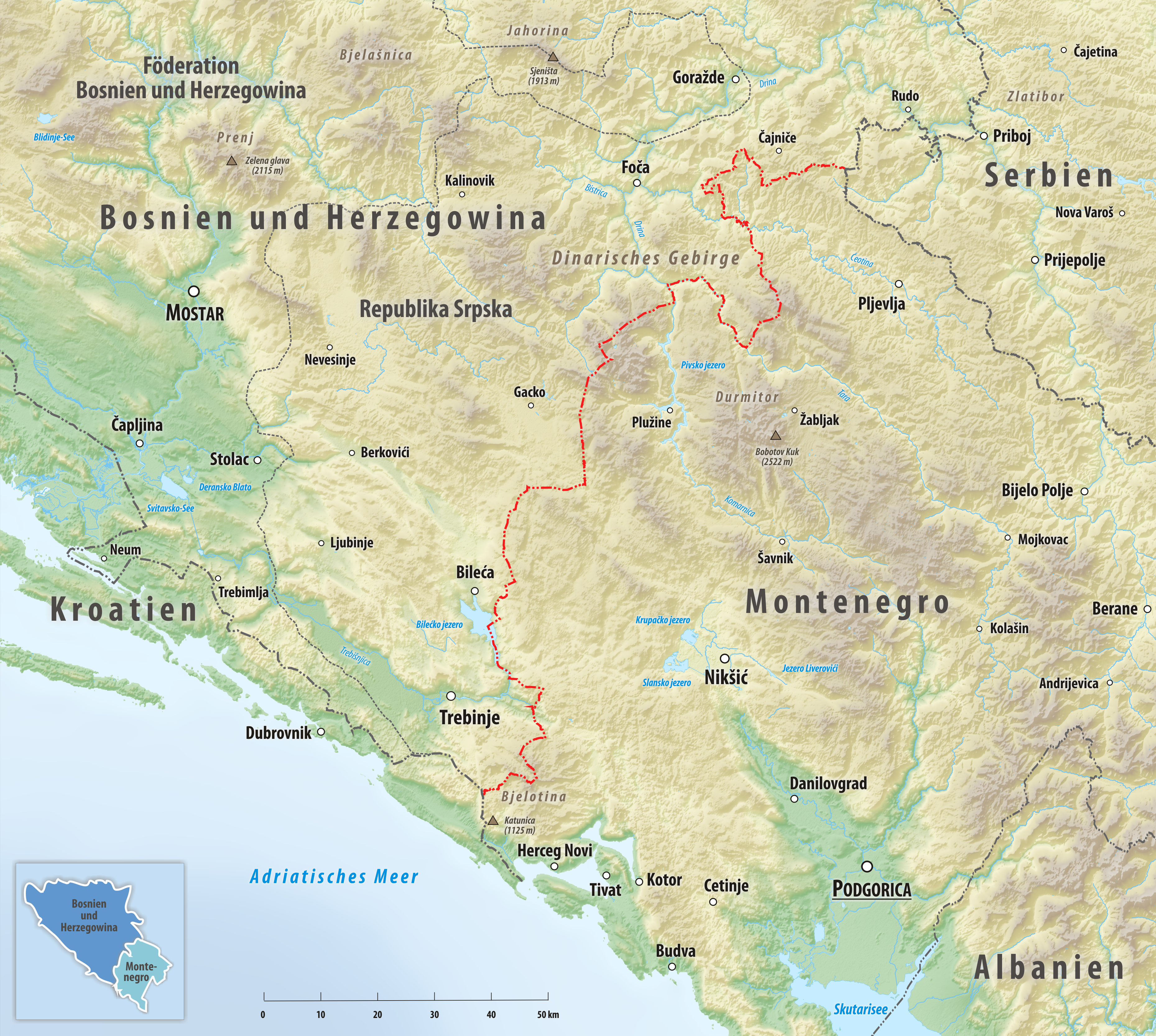
Grenzverlauf zwischen Bosnien und Herzegowina und Montenegro

| BOSNIEN UND HERZEGOWINA | BOSNIEN UND HERZEGOWINA | BOSNIEN UND HERZEGOWINA |                                     | MONTENEGRO | MONTENEGRO |
| Entität                 | Gemeinde                | Grenz- übertritt        | Grenz- übertritt                    | Gemeinde   |            |
| ----------------------- | ----------------------- | ----------------------- | ----------------------------------- | ---------- | ---------- |
| Serbien                 |                         |                         |                                     |            |            |
| Republika Srpska        | Čajniče                 |                         | D i n a r i s c h e s G e b i r g e |            | Pljevlja   |
| Republika Srpska        | Foča                    |                         | D i n a r i s c h e s G e b i r g e |            | Pljevlja   |
| Republika Srpska        | Žabljak                 |                         | D i n a r i s c h e s G e b i r g e |            |            |
| Republika Srpska        | Plužine                 |                         | D i n a r i s c h e s G e b i r g e |            |            |
| Republika Srpska        | Gacko                   |                         | D i n a r i s c h e s G e b i r g e |            |            |
| Republika Srpska        | Nikšić                  |                         | D i n a r i s c h e s G e b i r g e |            |            |
| Republika Srpska        | Bileća                  |                         | D i n a r i s c h e s G e b i r g e |            |            |
| Republika Srpska        | Trebinje                |                         | D i n a r i s c h e s G e b i r g e |            |            |
| Republika Srpska        | Kotor                   |                         | D i n a r i s c h e s G e b i r g e |            |            |
| Republika Srpska        | Herceg Novi             |                         | D i n a r i s c h e s G e b i r g e |            |            |
| Kroatien                |                         |                         |                                     |            |            |

## Geschichte

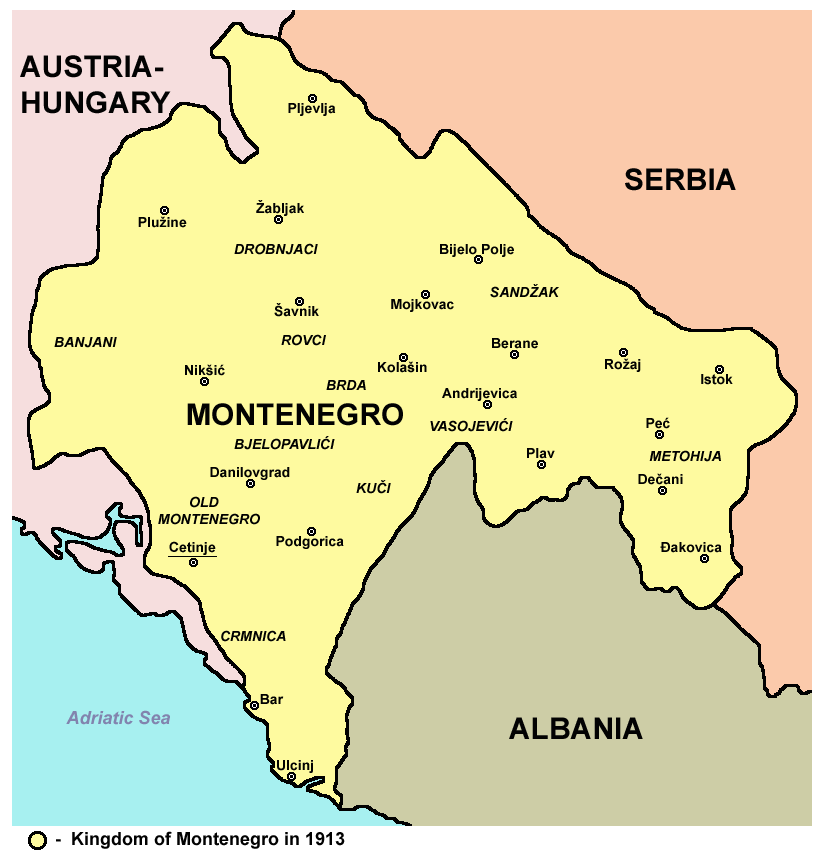
Königreich Montenegro um 1913; der Gebietsstand um Sutorina und Sutjeska vor dem Tausch erkennbar; Cattaro noch österreichisch.

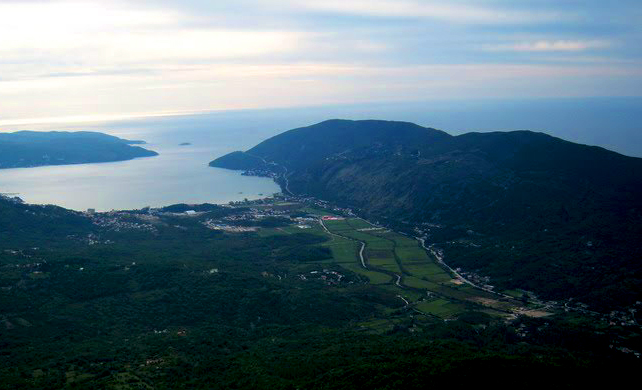
Das in den 2010ern umstrittene Sutorina

Die Grenze folgt alten Gemeinde- und osmanischen Verwaltungsgrenzen und war – bis auf die Besitzung Cattaro (Kotor) – auch weitgehend die Südostgrenze Österreich-Ungarns nach der Besetzung Bosniens 1878 zum Fürstentum, dann Königreich Montenegro. Sie wurde 1947 unter Tito zwischen der Sozialistischen Republik Bosnien und Herzegowina und dem Gebiet Montenegro festgelegt. Sie wurde erst nach dem Zerfall Jugoslawiens 1991 internationale Grenze, anfangs zwischen dem neuen Staat Bosnien und Herzegowina und dem Staat Serbien und Montenegro, und ab 2006 nach dem Zerfall dieses kurzlebigen Gebildes zwischen den beiden heutigen Ländern. Als vorherige Teilrepubliksgrenze wurde sie laut Befund der auf Vorschlag der damaligen Europäischen Gemeinschaft eingerichteten Badinter-Kommission unter dem Vorsitz des französischen Verfassungsrichters Robert Badinter zur Staatsgrenze erklärt.
Dabei brach aber eine Grenzstreitigkeit aus. Bosnien-Herzegowina hat keinen Mittelmeeranteil, weil es durch das Dalmatinische Küstenland (Kroatische Riviera) abgeriegelt ist – bis auf die Hafenstadt Neum, die Kroatien dort in zwei Teile teilt. Daher erhob die Republika Srpska Ansprüche auf den küstennahen montenegrinischen Ort Sutorina, was ihr einen eigenen Zugang zur Kotor-Bucht geöffnet hätte. Dieser Ort hatte früher als Korridor zur Herzegowina gehört, dann wurden aber 1947 vom Bosnier Djuradj Pucar und dem Montenegriner Blažo Janković die orographischen Bergzüge als Grenze ausverhandelt. Sutorina war an Montenegro übertragen worden, Bosnien und Herzegowina hatte im Gegenzug montenegrinische Gebiete östlich des Flusses Sutjeska erhalten.
Der Streit wurde so ernst, dass Montenegro sich in den späten 2000ern weigerte, einen Botschafter nach Sarajevo zu entsenden.
Der Streit konnte erst im Rahmen der Westbalkankonferenzen beigelegt werden und im Mai 2014 wurde der Grenzverlauf vertraglich festgelegt. In Folge kam es nochmals zu Problemen, weil im bosnischen Parlament die Socijaldemokratska partija Einwände erhob. Am 24. August 2015 unterzeichneten dann – auf Anregung des österreichischen Bundespräsidenten Fischer in Wien – der Präsident Montenegros, Filip Vujanović, und der Vorsitzende des Staatspräsidiums Bosnien-Herzegowinas, Dragan Čović, einen endgültigen Grenzvertrag zwischen den beiden Staaten.
Chronologie(für die Neuzeit, Kriegszeiten und Teilgebiete eingerückt; in Klammer: Teilgebiete)
15. Jh. – 1878: innerosmanische Grenze: Bosnien (Bosnien und Herzegowina) – Montenegro und Rumelien (bis um 1800)
1878 (de facto, 1908 de jure) – 1918 (de jure): Grenze Österreich (Dalmatien) – Montenegro
1918–1992: innerjugoslawische Grenze:
1918–1922: Bosnien und Herzegowina – Montenegro

1922–1929: Mostar – Zeta
1939–1941: keine Grenze (Zeta)
1941–1945: Kroatien (Dubrava und Vrhbosna) – Montenegro (Protektorat Italiens)
1945–1992: Bosnien und Herzegowina – Montenegro; 1947 Gebietstausch auf den heutigen Verlauf
1992–2006 Bosnien und Herzegowina – Jugoslawien / Serbien-Montenegro (Montenegro)
2006–heute: Grenze Bosnien und Herzegowina – Montenegro

## Grenzübertritt und Grenzverkehr

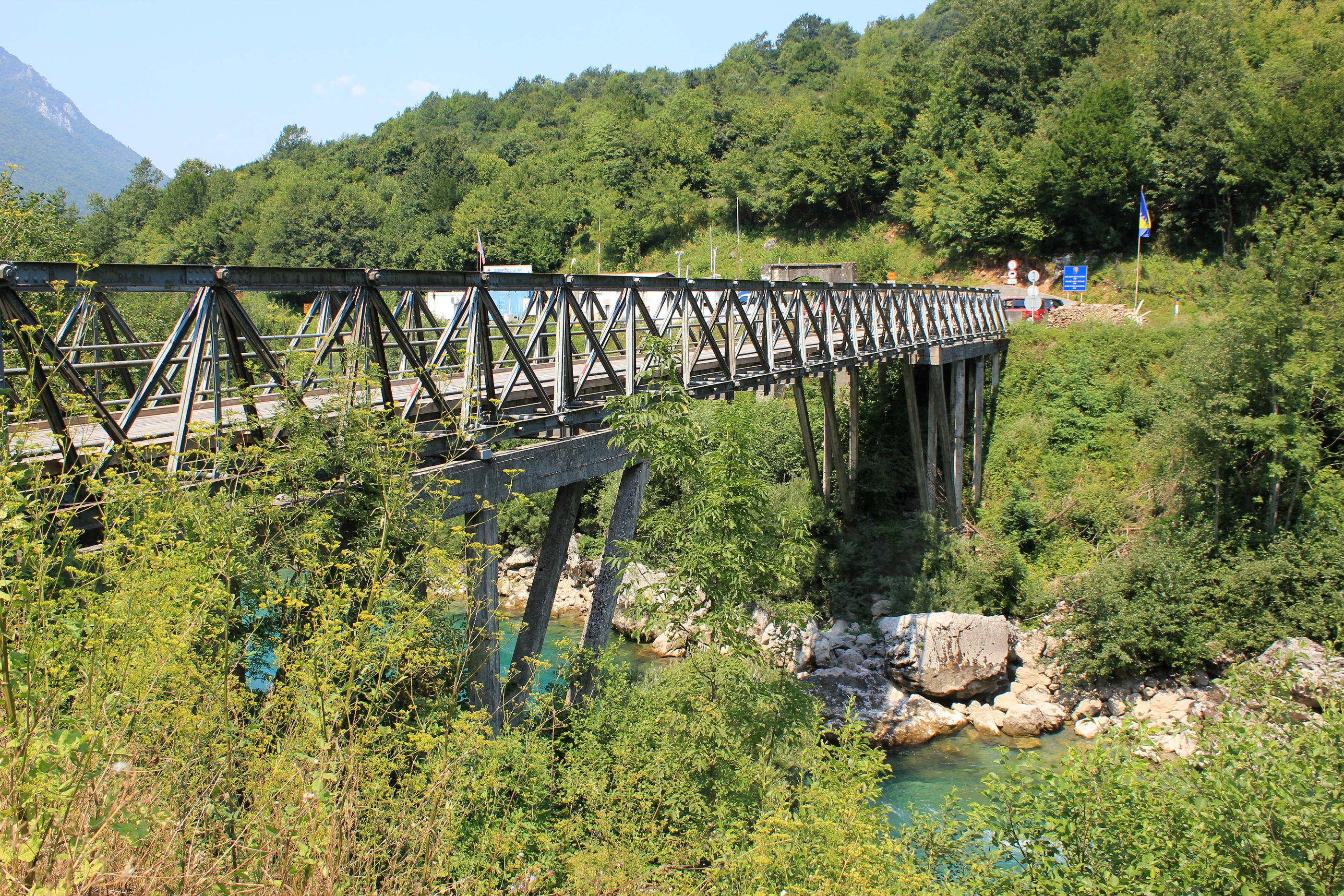
Grenzbrücke zwischen Montenegro und Bosnien über die Tara bei Šćepan Polje

Internationale Grenzübergänge zwischen den beiden Staaten sind (die bosnische Seite zuerstgenannt):
- Zupci–Sitnica auf der Route Trebinje  – Herceg Novi
- Klobuk–Ilino Brdo auf der Route Trebinje  – Nikšić
- Deleuša–Vraćenovići auf der Route Bileća  – Nikšić
- Hum–Šćepan Polje auf der Route Foča  – Nikšić
- Metaljka auf der Route Goražde  – Pljevlja (R-3)